# Джинкс Мейз
Джинкс Мейз (англ. Jynx Maze (настоящее имя Виктория Эльсон); родилась 6 октября 1990 года в Лонг-Бич, Калифорния, США) — американская порноактриса перуанско-ирландско-шотландского происхождения. По данным на 2018 год, снялась в 403 порнофильмах.

## Биография
Виктория родилась в Лонг-Бич, Калифорния, США в 1990 году. После окончания школы работала моделью. В 2010 году начала работать в порнобизнесе. Начав карьеру порнозвезды, Виктория Эльсон взяла сценический псевдоним Джинкс Мейз, под которым сотрудничает с компанией Kink.com, специализирующейся на выпуске порнографической продукции. За свою карьеру Джинкс успела поработать с такими порностудиями, как Elegant Angel, Smash Pictures, Brazzers, Evil Angel, Tom Byron Pictures, Bang Bros, Mofos.

## Номинации
- 2010 CAVR Award — Starlet of Year[2]
- 2011 XBIZ Award — New Starlet of the Year[3]
- 2012 AVN Award — Best Anal Sex Scene — Slutty & Sluttier 13 (с Тони Рибас)[4]
- 2012 AVN Award — Best Double-Penetration Scene — Anal Fanatic 2 (вместе с Эриком Эверхардом и Steve Holmes)[4]
- 2012 AVN Award — Лучшая новая старлетка[4]
- 2012 AVN Award — Best Tease Performance — Big Wet Asses 18[4]
- 2012 AVN Award — Best Three-Way Sex Scene (G/B/B) — Sex Appeal (with Mick Blue & Тони Рибас)[4]
- 2012 XRCO Award — Cream Dream[5]
- 2013 AVN Award — Best Tease Performance — Slutty N’ Sluttier 15[6]
- 2013 XBIZ Award — Best Scene, Vignette Release — This Is Why I’m Hot 2 (with Jordan Ash)[7]